# Sébastien Corchia
Sébastien Mathieu Corchia (Noisy-le-Sec, 1º novembre 1990) è un calciatore francese di origini italiane, difensore del Cannes.

## Caratteristiche tecniche
Giocatore dinamico, che può ricoprire tutti i ruoli della fascia destra: da terzino destro ad ala destra passando per centrocampista esterno. È un giocatore molto veloce, abile tecnicamente inoltre è dotato di una buona resistenza fisica.

## Carriera

### Club

#### Gli inizi con il Le Mans
La prima presenza ufficiale Corchia la realizza il 14 febbraio 2009 nella sconfitta interna per 1-2 contro il Nizza subentrando al minuto 68' al compagno Mathieu Coutadeur. Il 3 marzo 2009 esordisce per la prima volta in Coupe de France nella gara persa per 1-0 in casa del Guingamp. Il 7 marzo 2009 regala il primo assist della sua carriera in una competizione ufficiale nella gara in trasferta contro il Nancy, facendo segnare il compagno Thorstein Helstad per il gol del definitivo 2-2. Conclude la prima stagione con 9 presenze in campionato e una in Coppa di Francia.
La stagione successiva diventa un punto fermo per la formazione francese. Il 12 dicembre 2009 segna il primo gol in Ligue 1 nella partita interna vinta per 2-1 contro il Valenciennes. Il 26 gennaio 2010 esordisce per la prima volta nella competizione Coupe de la Ligue nella gara persa in casa per 3-2 contro il Bordeaux. Il 17 aprile 2010 segna il gol decisivo sempre contro il Valenciennes nella trasferta vinta per 1-0. Conclude la stagione con 37 presenze e 2 gol in totale non riuscendo purtroppo ad evitare la retrocessione della sua squadra in Ligue 2.
L'8 gennaio 2011 segna il suo primo gol in Coupe de France nella gara vinta 3-1 in casa del Chauvigny. Il 27 maggio in occasione dell'ultima giornata di Ligue 2 segna il gol del momentaneo 1-2 nella gara giocata in casa contro il Nancy dando via poi alla rimonta finale. Conclude la sua ultima stagione al Lens con 40 presenze e 2 gol.

#### Il passaggio al Sochaux
Nell'estate 2011 passa al Sochaux e il 6 agosto 2011 esordisce in Ligue 1 con la nuova maglia nella trasferta giocata in casa del Olympique Marsiglia. La partita finirà sul punteggio di 2-2 e si mette subito in evidenza regalando l'assist del pareggio (1-1) al compagno di squadra Martin. Il 18 agosto 2011 esordisce in una competizione europea, l'Europa League, nella gara giocata in trasferta contro il Metalist, finita sul punteggio di 0-0. Conclude la prima stagione con la nuova squadra totalizzando 34 presenze non riuscendo a segnare alcun gol.
Nella stagione 2012-2013 diventa un punto fermo della squadra francese giocando quasi tutte le partite. Il primo gol arriva alla 26ª giornata nella trasferta giocata contro il Rennes finita 2-2, segnando il gol del momentaneo vantaggio per 1-2. Conclude la stagione con 39 presenze e 1 gol.
La nuova stagione non inizia al meglio per lui visto che l'andamento della sua squadra è pessimo, riuscendo a totalizzare appena 6 punti nelle prime 10 giornate. Il 30 ottobre 2013 segna il suo primo gol in Coupe de la Ligue nella gara vinta per 3-2 contro il Montpellier ai tempi supplementari. Nel mercato di gennaio sembra concretizzarsi il suo passaggio al Lilla poi bloccato perché la federazione francese ha trovato delle irregolarità tra gli stipendi dei giocatori di quest'ultima squadra. L'8 febbraio fa dunque ritorno al Sochaux per riprendere gli allenamenti e le partite. Il 22 febbraio 2014 trova il primo gol stagionale nel pareggio esterno per 2-2 contro il Valenciennes. Segna anche nelle partite successive contro Bastia e Stade Reims, concludendo la stagione con 36 presenze e 4 gol in totale.

#### Lilla

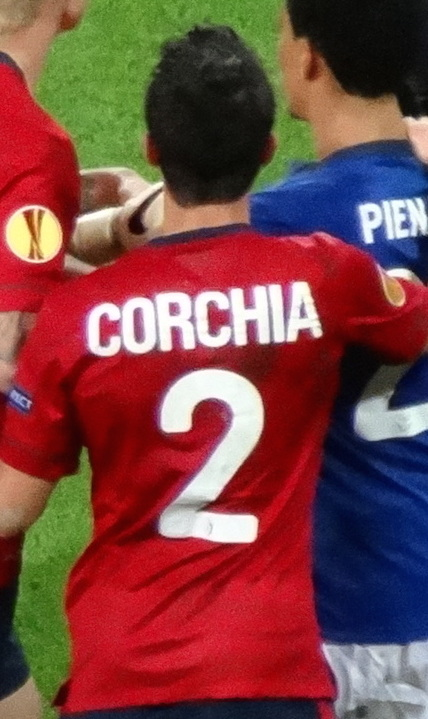
Corchia con la maglia del nell'ottobre 2014.

Il 1º luglio 2014 il Lilla ufficializza l'acquisto del giocatore dal Sochaux per una cifra vicino ai 2 milioni di euro. Il 30 luglio 2014 esordisce in Champions League nella gara d'andata in Svizzera contro il Grasshoppers valida per il terzo turno preliminare vinta per 2-0. Nell'occasione segna il gol del momentaneo 0-1 con un tiro al volo che si insacca sotto la traversa e poi regala l'assist al compagno Mendes per il 0-2 finale. Il 9 agosto esordisce in Ligue 1 con la nuova squadra nella gara interna pareggiata 0-0 contro il Metz. Il 18 settembre esordisce in Europa League con la maglia dei mastini nella partita contro i russi del Krasnodar conclusa con il risultato di 1-1. Globalizza in tre anni tra tutte le competizioni con il club francese 127 presenze segnando 7 reti.

#### Siviglia, Benfica e Nantes
Il 13 luglio 2017 viene acquistato dal Siviglia per circa 6 milioni di euro. Il 19 agosto 2018 passa in prestito annuale al Benfica e l'anno seguente all'Espanyol, tuttavia in entrambe le esperienze trova poco spazio.
Il 7 ottobre 2020 viene acquistato a titolo definitivo dal Nantes.
Gioca con i canarini per tre stagioni totalizzando 93 presenze e vincendo una coppa nazionale nel 2021-2022. Il 30 giugno 2023 alla fine naturale del contratto si svincola dal club bretone.

#### Amiens e Cannes
Subito dopo l'addio ai canarini, all'inizio della sessione estiva di calciomercato, firma un contratto biennale con l'Amiens.
Il 5 agosto 2023 debutta con la maglia de les licornes in Ligue 2, in occasione della prima giornata di campionato vinta per 1-0 sul Quevilly-Rouen.
Disputa con i bianconeri due stagioni prima di accasarsi nel luglio 2025 al Cannes, militante in Championnat National 2.

### Nazionale
Dopo avere fatto tutta la trafila delle nazionali giovanili francesi, nel novembre 2016 viene convocato per la prima volta in nazionale maggiore dal CT. Deschamps. Debutta con i transalpini il 15 novembre seguente, nell'amichevole giocata contro la Costa d'Avorio entrando al 69º minuto al posto di Sidibé.

## Statistiche

### Presenze e reti nei club
Statistiche aggiornate al 3 luglio 2025.
| Stagione        | Squadra         | Campionato      | Campionato | Campionato | Coppe nazionali | Coppe nazionali | Coppe nazionali | Coppe continentali | Coppe continentali | Coppe continentali | Altre coppe | Altre coppe | Altre coppe | Totale | Totale |
| Stagione        | Squadra         | Comp            | Pres       | Reti       | Comp            | Pres            | Reti            | Comp               | Pres               | Reti               | Comp        | Pres        | Reti        | Pres   | Reti   |
| --------------- | --------------- | --------------- | ---------- | ---------- | --------------- | --------------- | --------------- | ------------------ | ------------------ | ------------------ | ----------- | ----------- | ----------- | ------ | ------ |
| 2008-2009       | Le Mans         | L1              | 9          | 0          | CF+CdL          | 1+0             | 0               | -                  | -                  | -                  | -           | -           | -           | 10     | 0      |
| 2009-2010       | Le Mans         | L1              | 35         | 2          | CF+CdL          | 1+1             | 0               | -                  | -                  | -                  | -           | -           | -           | 37     | 2      |
| 2010-2011       | Le Mans         | L2              | 36         | 1          | CF+CdL          | 3+1             | 1+0             | -                  | -                  | -                  | -           | -           | -           | 40     | 2      |
| Totale Le Mans  | Totale Le Mans  | Totale Le Mans  | 80         | 3          |                 | 7               | 1               |                    | -                  | -                  |             | -           | -           | 87     | 4      |
| 2011-2012       | Sochaux         | L1              | 31         | 0          | CF+CdL          | 1+0             | 0               | UEL                | 2                  | 0                  | -           | -           | -           | 34     | 0      |
| 2012-2013       | Sochaux         | L1              | 34         | 1          | CF+CdL          | 3+2             | 0               | -                  | -                  | -                  | -           | -           | -           | 39     | 1      |
| 2013-2014       | Sochaux         | L1              | 33         | 3          | CF+CdL          | 1+2             | 0+1             | -                  | -                  | -                  | -           | -           | -           | 36     | 4      |
| Totale Sochaux  | Totale Sochaux  | Totale Sochaux  | 98         | 4          |                 | 9               | 1               |                    | 2                  | 0                  |             | -           | -           | 109    | 5      |
| 2014-2015       | Lilla           | L1              | 31         | 1          | CF+CdL          | 1+3             | 0+1             | UCL+UEL            | 4+6                | 1+0                | -           | -           | -           | 45     | 3      |
| 2015-2016       | Lilla           | L1              | 33         | 2          | CF+CdL          | 2+5             | 0               | -                  | -                  | -                  | -           | -           | -           | 40     | 2      |
| 2016-2017       | Lilla           | L1              | 38         | 1          | CF+CdL          | 2+0             | 1+0             | UEL                | 2                  | 0                  | -           | -           | -           | 42     | 2      |
| Totale Lilla    | Totale Lilla    | Totale Lilla    | 102        | 4          |                 | 13              | 2               |                    | 12                 | 1                  |             | -           | -           | 127    | 7      |
| 2017-2018       | Siviglia        | PD              | 12         | 0          | CR              | 5               | 0               | UCL                | 3                  | 0                  | -           | -           | -           | 20     | 0      |
| ago. 2018       | Siviglia        | PD              | 0          | 0          | CR              | 0               | 0               | UEL                | 2                  | 0                  | SS          | 0           | 0           | 2      | 0      |
| Totale Siviglia | Totale Siviglia | Totale Siviglia | 12         | 0          |                 | 5               | 0               |                    | 5                  | 0                  |             | 0           | 0           | 22     | 0      |
| 2018-2019       | Benfica         | PL              | 2          | 0          | CP+CdL          | 3+0             | 0               | UCL+UEL            | 0+2                | 0                  | -           | -           | -           | 7      | 0      |
| 2019-2020       | Espanyol        | PD              | 3          | 0          | CR              | 0               | 0               | UEL                | 4                  | 0                  | -           | -           | -           | 7      | 0      |
| 2020-2021       | Nantes          | L1              | 25+1       | 0          | CF              | 1               | 0               |                    | -                  | -                  |             | -           | -           | 27     | 0      |
| 2021-2022       | Nantes          | L1              | 28         | 0          | CF              | 5               | 0               |                    | -                  | -                  |             | -           | -           | 33     | 0      |
| 2022-2023       | Nantes          | L1              | 22         | 0          | CF              | 4               | 0               | UEL                | 6                  | 0                  | SF          | 1           | 0           | 32     | 0      |
| Totale Nantes   | Totale Nantes   | Totale Nantes   | 76         | 0          |                 | 10              | 0               |                    | 6                  | 0                  |             | 1           | 0           | 93     | 0      |
| 2023-2024       | Amiens          | L2              | 29         | 0          | CF              | 0               | 0               |                    | -                  | -                  |             | -           | -           | 29     | 0      |
| 2024-2025       | Amiens          | L2              | 27         | 0          | CF              | 1               | 0               |                    | -                  | -                  |             | -           | -           | 28     | 0      |
| Totale Amiens   | Totale Amiens   | Totale Amiens   | 56         | 0          |                 | 1               | 0               |                    | -                  | -                  |             | 58          | 0           |        |        |
| 2025-2026       | Cannes          | N2              | 0          | 0          | CF              | 0               | 0               |                    | -                  | -                  |             | -           | -           | 0      | 0      |
| Totale carriera | Totale carriera | Totale carriera | 427        | 11         |                 | 48              | 4               |                    | 31                 | 1                  |             | 1           | 0           | 507    | 16     |

### Cronologia presenze e reti in nazionale
| Cronologia completa delle presenze e delle reti in nazionale ― Francia | Cronologia completa delle presenze e delle reti in nazionale ― Francia | Cronologia completa delle presenze e delle reti in nazionale ― Francia | Cronologia completa delle presenze e delle reti in nazionale ― Francia | Cronologia completa delle presenze e delle reti in nazionale ― Francia | Cronologia completa delle presenze e delle reti in nazionale ― Francia | Cronologia completa delle presenze e delle reti in nazionale ― Francia | Cronologia completa delle presenze e delle reti in nazionale ― Francia |
| Data                                                                   | Città                                                                  | In casa                                                                | Risultato                                                              | Ospiti                                                                 | Competizione                                                           | Reti                                                                   | Note                                                                   |
| ---------------------------------------------------------------------- | ---------------------------------------------------------------------- | ---------------------------------------------------------------------- | ---------------------------------------------------------------------- | ---------------------------------------------------------------------- | ---------------------------------------------------------------------- | ---------------------------------------------------------------------- | ---------------------------------------------------------------------- |
| 15-11-2016                                                             | Lens                                                                   | Francia                                                                | 0 – 0                                                                  | Costa d'Avorio                                                         | Amichevole                                                             | -                                                                      | 69’                                                                    |
| Totale                                                                 |                                                                        | Presenze                                                               | 1                                                                      |                                                                        | Reti                                                                   | 0                                                                      |                                                                        |

## Palmarès

### Club
- Campionato portoghese: 1

Benfica: 2018-2019
- Coppa di Francia: 1

Nantes: 2021-2022